# Luan Guilherme de Jesus Vieira
Luan Guilherme de Jesus Vieira (São José do Rio Preto, 27 maart 1993) is een Braziliaans voetballer die doorgaans als aanvaller speelt. Hij tekende in 2013 bij Grêmio. Luan debuteerde in 2017 in het Braziliaans voetbalelftal. Hij werd in 2017 uitgeroepen tot Zuid-Amerikaans voetballer van het jaar.

## Clubcarrière
Luan kwam reeds uit voor Tanabi, América-SP en Catanduvense. In 2013 kwam hij bij Grêmio terecht. Op 27 april 2014 debuteerde de aanvaller in de Braziliaanse Série A, tegen Atlético Mineiro. Op 17 augustus 2014 vierde hij zijn eerste competitietreffer, tegen Criciúma. In zijn debuutseizoen kwam hij tot een totaal van vier doelpunten in 28 competitieduels. Het jaar erop maakte Luan tien treffers in 33 competitiewedstrijden.

## Clubstatistieken
| Seizoen     | Club        | Competitie  | Competitie | Competitie | Beker | Beker | Internationaal | Internationaal | Totaal | Totaal |
| Seizoen     | Club        | Competitie  | Wed.       | Dlp.       | Wed.  | Dlp.  | Wed.           | Dlp.           | Wed.   | Dlp.   |
| ----------- | ----------- | ----------- | ---------- | ---------- | ----- | ----- | -------------- | -------------- | ------ | ------ |
| 2014        | Grêmio      | Série A     | 28         | 4          | 1     | 0     | 7              | 1              | 36     | 5      |
| 2015        | Grêmio      | Série A     | 33         | 10         | 8     | 3     | —              | —              | 41     | 13     |
| 2016        | Grêmio      | Série A     | 25         | 6          | 8     | 1     | 8              | 0              | 41     | 7      |
| 2017        | Grêmio      | Série A     | 20         | 6          | 6     | 1     | 12             | 8              | 38     | 15     |
| 2018        | Grêmio      | Série A     | 18         | 1          | 3     | 2     | 8              | 3              | 29     | 6      |
| 2019        | Grêmio      | Série A     | 10         | 1          | 3     | 0     | 5              | 0              | 18     | 1      |
| Club totaal | Club totaal | Club totaal | 134        | 28         | 29    | 7     | 40             | 12             | 203    | 47     |

Bijgewerkt op 19 augustus 2019

## Interlandcarrière
In 2014 maakte Luan drie treffers in vier interlands in Brazilië –20. In 2015 debuteerde hij in Brazilië –23.

## Erelijst
| Competitie              |        |        |        |        |
| Competitie              | Aantal | Jaren  |        |        |
| Grêmio                  | Grêmio | Grêmio | Grêmio | Grêmio |
| ----------------------- | ------ | ------ | ------ | ------ |
| Copa Libertadores       | 1x     | 2017   |        |        |
| Recopa Sudamericana     | 1x     | 2018   |        |        |
| Copa do Brasil          | 1x     | 2016   |        |        |
| Olympisch team Brazilië |        |        |        |        |
| Olympisch kampioen      | 1x     | 2016   |        |        |